# Estación de Can Clota
Can Clota es una estación de las líneas T1, T2 y T3 del Trambaix. Está situada sobre la calle Laureà Miró, en el barrio de Can Clota de Esplugas de Llobregat. Esta estación se inauguró el 3 de abril de 2004.